# Plandebais
Plan-de-Baix és un municipi francès situat al departament de la Droma i a la regió d'Alvèrnia-Roine-Alps. L'any 2007 tenia 143 habitants.

## Demografia

### Població
El 2007 la població de fet de Plan-de-Baix era de 143 persones. Hi havia 64 famílies de les quals 16 eren unipersonals (12 homes vivint sols i 4 dones vivint soles), 20 parelles sense fills, 24 parelles amb fills i 4 famílies monoparentals amb fills.
La població ha evolucionat segons el següent gràfic:
Habitants censats

### Habitatges
El 2007 hi havia 116 habitatges, 59 eren l'habitatge principal de la família, 55 eren segones residències i 2 estaven desocupats. 114 eren cases i 2 eren apartaments. Dels 59 habitatges principals, 48 estaven ocupats pels seus propietaris, 6 estaven llogats i ocupats pels llogaters i 5 estaven cedits a títol gratuït; 5 tenien dues cambres, 7 en tenien tres, 17 en tenien quatre i 30 en tenien cinc o més. 39 habitatges disposaven pel capbaix d'una plaça de pàrquing. A 29 habitatges hi havia un automòbil i a 25 n'hi havia dos o més.

### Piràmide de població
La piràmide de població per edats i sexe el 2009 era:
| Homes | Edats   | Dones |
| ----- | ------- | ----- |
| 0     | 95 o +  | 0     |
| 0     | 90 a 94 | 0     |
| 0     | 85 a 89 | 0     |
| 4     | 80 a 84 | 0     |
| 8     | 75 a 79 | 0     |
| 0     | 70 a 74 | 0     |
| 0     | 65 a 69 | 0     |
| 8     | 60 a 64 | 8     |
| 8     | 55 a 59 | 8     |
| 4     | 50 a 54 | 8     |
| 0     | 45 a 49 | 0     |
| 4     | 40 a 44 | 0     |
| 4     | 35 a 39 | 4     |
| 8     | 30 a 34 | 8     |
| 8     | 25 a 29 | 4     |
| 0     | 20 a 24 | 4     |
| 0     | 15 a 19 | 4     |
| 0     | 10 a 14 | 4     |
| 0     | 5 a 9   | 8     |
| 0     | 0 a 4   | 4     |

## Economia
El 2007 la població en edat de treballar era de 91 persones, 57 eren actives i 34 eren inactives. De les 57 persones actives 52 estaven ocupades (32 homes i 20 dones) i 5 estaven aturades (4 homes i 1 dona). De les 34 persones inactives 15 estaven jubilades, 7 estaven estudiant i 12 estaven classificades com a «altres inactius».

### Ingressos
El 2009 a Plan-de-Baix hi havia 55 unitats fiscals que integraven 118 persones, la mediana anual d'ingressos fiscals per persona era de 13.680 €.

### Activitats econòmiques
Dels 7 establiments que hi havia el 2007, 3 eren d'empreses de construcció, 3 d'empreses d'hostatgeria i restauració i 1 d'una empresa d'informació i comunicació.
Dels 5 establiments de servei als particulars que hi havia el 2009, 2 eren paletes, 1 electricista i 2 restaurants.
L'any 2000 a Plan-de-Baix hi havia 15 explotacions agrícoles que ocupaven un total de 513 hectàrees.

## Equipaments sanitaris i escolars
El 2009 hi havia una escola elemental.

## Poblacions més properes
El següent diagrama mostra les poblacions més properes.